# São João do Peso
São João do Peso é uma povoação portuguesa sede da Freguesia de São João do Peso do Município de Vila de Rei, freguesia com 12,95 km² de área e 132 habitantes (censo de 2021), tendo, por isso, uma densidade populacional de 10,2 hab./km².
O escritor José Cardoso Pires nasceu em São João do Peso.

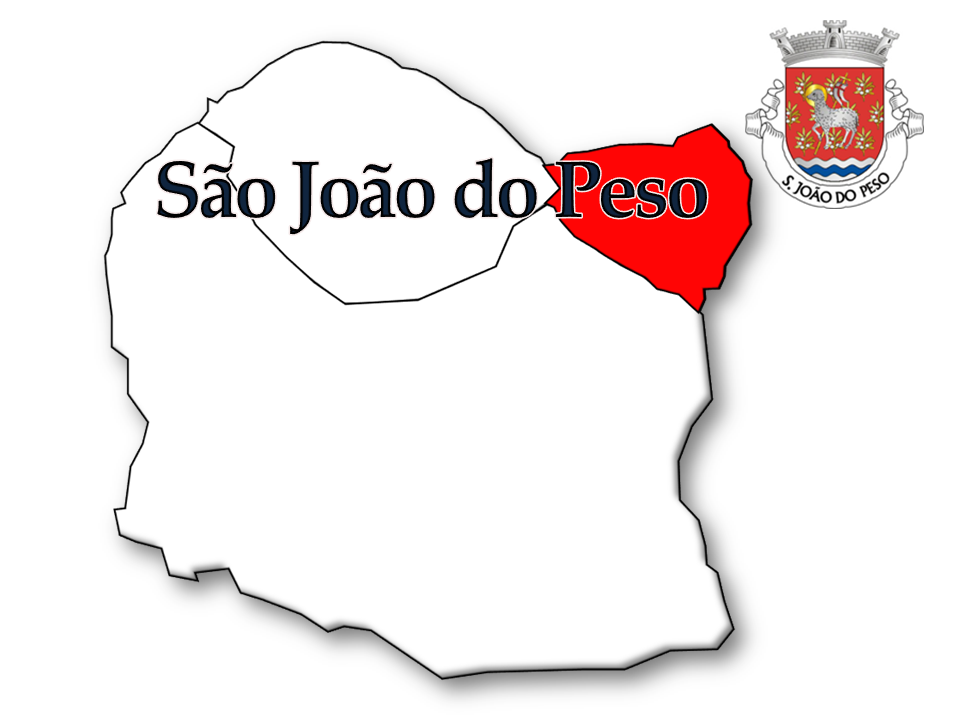
Localização da Freguesia de São João do Peso no Município de Vila de Rei

Tratando-se de uma freguesia com menos de 150 eleitores, as eleições autárquicas são realizadas por plenário de cidadãos eleitores.

## Demografia
A população registada nos censos foi:
| Ano  | 0-14 Anos | 15-24 Anos | 25-64 Anos | > 65 Anos |
| 2001 | 19        | 16         | 67         | 72        |
| 2011 | 11        | 18         | 57         | 118       |
| 2021 | 4         | 5          | 42         | 81        |

## História
A data da criação desta freguesia não está fidedignamente documentada; contudo, é de crer, não obstante, e como fazem supor os livros de Registo Paroquial da hoje Freguesia vizinha de Fundada que, juntamente com a referida, tivesse sido criada no ano de 1618, sendo constituída pelos lugares de Algar, Cimo Valongo, S.João do Peso, Portela dos Colos e Sesmarias. 
Esta freguesia tem como limite, a nascente, a Freguesia de Cardigos, do Município de Mação; a ocidente a de Fundada, de Vila de Rei; a norte, a de Santo António do Marmeleiro, Município da Sertã, e a sul a Freguesia de Vila de Rei. Situada ao sul da margem esquerda da Ribeira da Isna, afluente do rio Zêzere, dista da sede do município cerca de 12 km, e nela passa a ribeira de Bostelim. Tem por orago São João Batista, tal como indica o topónimo, celebrado todos anos a 24 de Junho.
A antiga freguesia de S.João Baptista da Aldeia do Peso foi curato da apresentação do Vigário de Vila de Rei no seu termo. Em 1839 aparece como pertencendo à comarca de Tomar e em 1872 aparece já enquadrada na comarca da Sertã. Por decreto de 7 de Setembro de 1895, o qual suprimiu o concelho de Vila de Rei, foi anexada ao concelho da Sertã, voltando novamente ao primeiro, restaurado por decreto, em 13 de Janeiro de 1898. Apresenta-a, na data de 1758, o padre Francisco Xavier da Silva como possuindo 196 habitantes, distribuídos por 50 fogos pelas povoações já supracitadas. A sua primeira capela terá sido construída em tempos muito remotos, e era também dedicada ao seu padroeiro, S.João Baptista. Situava-se entre as povoações de Várzeas e Algar, num pequeno monte da margem direita da ribeira do Bostelim. Por ser pequena, ou começar a revelar evidentes sinais de degradação, terá sido substituída por uma outra, localizada junto da povoação mais central, o Peso.

## Património
O edifício da antiga Casa no Povo, a Igreja Matriz, a ponte romana sobre a Ribeira de Isna, o Cruzeiro, a casa senhorial, os moinhos de vento e as fontes de mergulho fazem parte do conjunto patrimonial edificado na freguesia, aqueles que mais ressaltam em importância histórica e arquitectónica.
Como locais de interesse turístico: o museu paroquial, a praia e açude do Cancelas na Ribeira da Isna, que passa na freguesia, e as paisagens.
- Igreja de S. João Baptista (matriz)
- Edifício da antiga Casa do Povo
- Casa senhorial
- Museu Paroquial
- Ponte romana de Isna
- Cruzeiro (junto ao cemitério)
- Moinhos de vento
- Fontes de mergulho
- Praia fluvial e açude do Cancelas

“Aquilo [a terra onde nasceu] é uma terra de 'pês', só deu padres e pedras, pinheiros e polícias. E sobretudo transpira subserviência (…)É eu não gostar das raízes que tenho. Nunca gostei. Tudo o que me cheira à Beira Baixa, àquela Beira é pior que…(…) Para mim tudo o que vem dali é mau (…)”

— José Cardoso Pires, natural de São João do Peso, entrevista com Fernando Assis Pacheco, Jornal de Letras, Artes e Ideias, 3 de Março de 1981, republicada ibidem 24 de Janeiro de 1999.

## Economia
São João do Peso é atualmente uma freguesia que a nível económico depende ainda muito do setor primário, destacando-se neste grupo a agricultura, em especial a olivicultura. Além destas ressaltam o pequeno comércio e a apicultura.

## Festas Religiosas
- Festa de São João Batista - realiza-se no terceiro fim-de-semana de Agosto.